# المان (سومالی)
المان یک منطقهٔ مسکونی در سومالی است که در بنادر واقع شده‌است.